# قاعدة لينكس القياسية

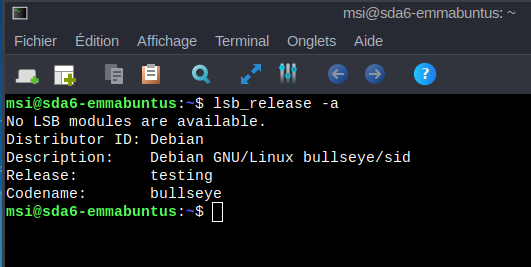
مثال على استخدام أمر من LSB

قاعدة لينكس القياسية (بالإنجليزية: Linux Standard Base)‏ هي مواصفات تقنية تتعلق بأنظمة التشغيل التي تستند إلى نواة لينكس. تهدف هذه المواصفات إلى تحديد تفاصيل تنظيمية وواجهات برمجية قياسية للتطبيقات والمكتبات والأدوات التي تعمل على أنظمة التشغيل التي تستند إلى نواة لينكس.
طوِّرت قاعدة لينكس القياسية بواسطة العديد من الشركات الكبرى في صناعة تقنية المعلومات، بما في ذلك آي بي إم. و أتش بي  و ريد هات وأوراكل  وغيرها.

## التوافق
تشمل متطلبات قاعدة لينكس القياسية توافق النظام مع معايير واجهة البرمجة التطبيقية (API) وواجهة التطبيق الثابتة (ABI) ومجموعة من الحزم الأساسية للبرامج. كما تحدد قاعدة لينكس القياسية أيضًا متطلبات الحزم الإضافية اللازمة لدعم تطبيقات محددة.
تستخدم توزيعات لينكس متوافقة مع قاعدة لينكس القياسية لتوفير بيئة تشغيل موحدة للتطبيقات عبر المنصات المختلفة. وبالتالي يمكن للمطورين تصميم وتطوير التطبيقات مرة واحدة ثم تشغيلها على أي توزيع متوافق مع قاعدة لينكس القياسية.